# Palmwag
Palmwag es una pequeña reserva que se extiende en el noroeste de Namibia, entre los parques de Etosha y la Costa Esqueletos, en pleno corazón de Damaraland. 
Sus infinitas colinas y praderas doradas están salpicadas de palmeras y de pequeños manantiales de agua dulce que acogen una gran variedad de fauna. 
La reserva cuenta con varios lugares de acampada y bungalows, con piscinas y bares. Desde aquí pueden contratarse safaris al amanecer o al atardecer en todo terreno con un guía especializado por unos 60$. Para los más aventureros existe la posibilidad recorrer la reserva a pie y por cuenta propia. 
Entre los animales que se pueden encontrar cabe destacar el gigantesco elefante del desierto, el rinoceronte, el kudú, la gacela saltarina, el órix del cabo y la jirafa así como un sinfín de aves.  
Palmwag cuenta también con una de las últimas poblaciones salvajes de la escasa cebra de montaña.
Si hay suerte es posible ver un día de safari a depredadores como el león, el guepardo o la hiena parda y la hiena manchada.
Palmwag aún es una reserva poco frecuentada por el turismo y grácias a ello se salva de las aglomeraciones en los safaris. Los animales de Palmwag aún conservan esa esencia de lo salvaje, y por ello desconfían bastante de los vehículos. No obstante,  solo por la gran belleza de sus paisajes al atardecer Palmwag ya merece una visita.
- Datos: Q3892816
- Multimedia: Palmwag / Q3892816